# Магомадов, Вахит Гараевич
Вахи́т Гара́евич Магома́дов (род. 20 сентября 1967, Шали, Чечено-Ингушская АССР) — чеченский боксёр, выступавший в категориях до 67,5 и 71 кг, чемпион СССР среди молодёжи, обладатель Кубка СССР (1986), чемпион мира среди сотрудников МВД, двукратный чемпион СССР среди профессионалов, победитель многих международных турниров, мастер спорта СССР международного класса.

## Биография
Родился в селе Шали Чечено-Ингушской АССР 20 сентября 1967 года. В 1978 году начал заниматься вольной борьбой. Ездить в центр села с окраины было далеко. Поэтому когда через два года рядом с домом открылась секция бокса, он записался в эту секцию. Его первым тренером был Умар Эдильханов. Под его руководством становился чемпионом Чечено-Ингушетии среди юношей с 1980 по 1983 год, чемпионом Юга России среди юношей, финалистом первенства СССР среди юношей.
В 1984 году перешёл к тренеру Владимиру Алексеевичу Моребису в спортивное общество «Динамо». Под руководством нового тренера стал чемпионом общества «Динамо» (1984), чемпионом РСФСР (1985), обладателем Кубка СССР (1986), чемпионом СССР среди молодёжи (1987), победителем многих международных турниров, чемпионом мира среди сотрудников МВД (Пхеньян, КНДР, 1987 год).
В 1987 году, после смерти Владимира Моребиса, перешёл к тренеру Хамзату Джабраилову. Под руководством нового тренера Магомадов стал готовиться к Олимпиаде в Сеуле. Однако накануне чемпионата СССР, по итогам которого комплектовалась сборная страны, он простыл и не смог принять в нём участие. Чемпионом страны стал Евгений Зайцев, которого Магомадов всегда побеждал. Поскольку на место в сборной претендовали несколько сильных боксёров (Исраел Акопкохян, А. Ширин, А. Акулов, Александр Лебзяк), проводились отборочные турниры. Эти турниры Магомадов прошёл успешно, в частности, нокаутировав пятикратного чемпиона страны, чемпиона Европы, обладателя Кубка мира, победителя Игр доброй воли Исраела Акопкохяна. Однако на Олимпиаду послали Евгения Зайцева.
В любительском боксе провёл 130 боев и одержал 115 побед. Из них 57 боёв международного уровня, в которых одержал 50 побед.
После этого перешёл в профессиональный бокс. В 1990 и 1991 годах становился чемпионом СССР среди профессионалов. Всего провёл на российском профессиональном ринге 11 боёв и все выиграл.
В 1991 году уехал в США. В первом же бою одержал победу над претендентом на звание чемпиона Соединённых Штатов среди профессионалов. Всего провёл там шесть поединков. В пяти одержал победы, из них две — нокаутом.
В 1992 году с ним заключили контракт на пять лет. Но когда он приехал домой, чтобы повидать родственников, к власти в республике пришёл генерал Джохар Дудаев и российские власти запретили выезд чеченцев за границу.
Магомадову пришлось оставить бокс. Он перешёл на тренерскую работу. За время работы им подготовлено более 15 мастеров спорта России.

## Профессиональная карьера
В таблице перечислены результаты всех поединков боксёров.
В каждой строке указан результат поединка. Дополнительно номер поединка обозначен цветом, который обозначает итог поединка. Расшифровка обозначений и цветов представлена в нижеследующей таблице.
| Пример | Расшифровка                     |
| ------ | ------------------------------- |
|        | Победа                          |
|        | Ничья                           |
|        | Поражение                       |
|        | Планируемый поединок            |
|        | Поединок признан несостоявшимся |
| КО     | Нокаут                          |
| ТКО    | Технический нокаут              |
| PTS    | Решение судей (по очкам)        |
| UD     | Единогласное решение судей      |
| MD     | Решение большинства судей       |
| SD     | Раздельное решение судей        |
| RTD    | Отказ от продолжения боя        |
| DQ     | Дисквалификация                 |
| NC     | Поединок признан несостоявшимся |

| Бой | Рекорд | Дата                  | Соперник          | Место боя              | Раундов | Дополнительно                            |
| --- | ------ | --------------------- | ----------------- | ---------------------- | ------- | ---------------------------------------- |
| 7   | 4-2-1  | 24 июня 1991 года     | Муслим Биярсланов | Россия, Новотроицк     |         |                                          |
| 6   | 4-1-1  | 20 июня 1991 года     | Рики Томас        | США, Парсиппани        |         |                                          |
| 5   | 4-0-1  | 18 марта 1991 года    | -                 | Россия, Барнаул        |         | титул чемпиона СССР среди профессионалов |
| 4   | 3-0-1  | 15 января 1991 года   | Муслим Биярсланов | Россия, Грозный        |         |                                          |
| 3   | 2-0-1  | 3 ноября 1990 года    | Евгений Зайцев    | Казахстан, Рудный      |         |                                          |
| 2   | 2-0-0  | 30 сентября 1990 года | Александр Панин   | Россия, Ростов-на-Дону |         |                                          |
| 1   | 1-0-0  | 24 марта 1990 года    | -                 | Россия, Барнаул        |         | профессиональный дебют                   |